# Clyde Hefer
Clyde Hefer (* 12. April 1961) ist ein ehemaliger australischer Ruderer. 

## Karriere
Bei den Ruder-Weltmeisterschaften 1979 belegte der australische Leichtgewichts-Vierer ohne Steuermann in der Besetzung Geoffrey Webb, Gary Hefer, Clyde Hefer und Graeme Wearne den sechsten Platz. Im folgenden Jahr trat der australische Vierer in neuer Besetzung an. Graham Gardiner, Charles Bartlett, Clyde Hefer und Simon Gillett siegten bei den Ruder-Weltmeisterschaften 1980 vor den Booten aus Dänemark und aus dem Vereinigten Königreich. 1981 in München siegte der australische Vierer in der gleichen Besetzung vor den Niederländern und den Kanadiern.
Da Leichtgewichts-Rudern in den 1980er Jahren nicht auf dem olympischen Programm stand, wechselte der 1,87 m große Clyde Hefer zu den Ruderern ohne Gewichtsbeschränkung. Bei den Olympischen Spielen 1984 in Los Angeles ruderte Tefer im australischen Achter. Von sieben angetretenen Achtern sollten sechs das Finale erreichen, die Australier siegten im Hoffnungslauf vor den Kanadiern. Im Finale starteten dann alle sieben Boote, nachdem das französische Boot trotz Ausscheidens im Hoffnungslauf für das Finale zugelassen wurde. Im Finale siegten die Kanadier vor den Gastgebern, dahinter gewannen die Australier die Bronzemedaille.